# Остановка (фильм, 2006)
«Остановка» (англ. Rest Stop) — американский фильм ужасов / триллер 2006 года режиссёра Джона Шибана. Премьера фильма состоялась 7 октября 2006 года. В 2008 году вышло продолжение фильма под названием «Остановка 2: Не оглядывайся назад».

## Сюжет
Совсем ещё юная девушка Николь сбегает из дома и отправляется вместе со своим парнем Джесси в Лос-Анджелес навстречу приключениям и беззаботной жизни. Молодая пара едет в чёрном кабриолете, наслаждается окружающим видом и слушает радио. Николь в это время размышляет о своей будущей кинокарьере. Однако немного проехав на машине она чувствует потребность позвонить родителям и дать о себе знать. Вскоре также выясняется, что кузен Джесси не может предоставить парочке жильё в связи с болезнью жены. В итоге Николь и Джесси приходится ночевать без крыши над головой. На этой почве между ними возникает ссора.
Между тем их внимание привлекает частое и загадочное появление зловещей машины с номером KZL 303. На одной из остановок Николь заходит в туалет и случайно видит там надписи-объявления о пропаже людей, а также очень странную надпись, сообщающую что «меня преследует автомобиль с номером KZL 303» с датой написания 1970 года. Встревоженная увиденным, Николь выходит из туалета и не находит своего парня. В этот момент она понимает, что творится нечто ужасающее. Последующие события полностью оправдывают это опасение…

## В ролях
| Актёр            | Роль               |
| ---------------- | ------------------ |
| Джейми Александр | Николь Карроу      |
| Джои Мендицино   | Джесси Хилтс       |
| Дианна Руссо     | Трейси Кресс       |
| Дайан Салинджер  | мать               |
| Майкл Чилдерс    | отец               |
| Джозеф Лоуренс   | офицер Майкл Дикон |
| Мики Пост        | Скотти             |
| Ник Орефичи      | маньяк             |

## Художественные особенности

### Убийства в фильме
Фильм, как и всякий фильм о маньяках, имеет определённое количество сцен убийства, среди которых последние совершается следующими способами: отрезанием кусачками языка, переламыванием колёсами автомобиля костей ног, сверлением дрелью бёдер и так далее.

### Материальное окружение
Материальное окружение фильма носит оттенок отчуждённости, безлюдности и запустения. В частности туалет стоянки исписан различными надписями, раковины и туалеты проржавели, да и сам туалет в целом в очень плохом состоянии.
Жильё маньяка представляет собой старый, выцветший школьный автобус, на стенах салона которого висят проржавевшие орудия пыток.